# 美國總統過渡

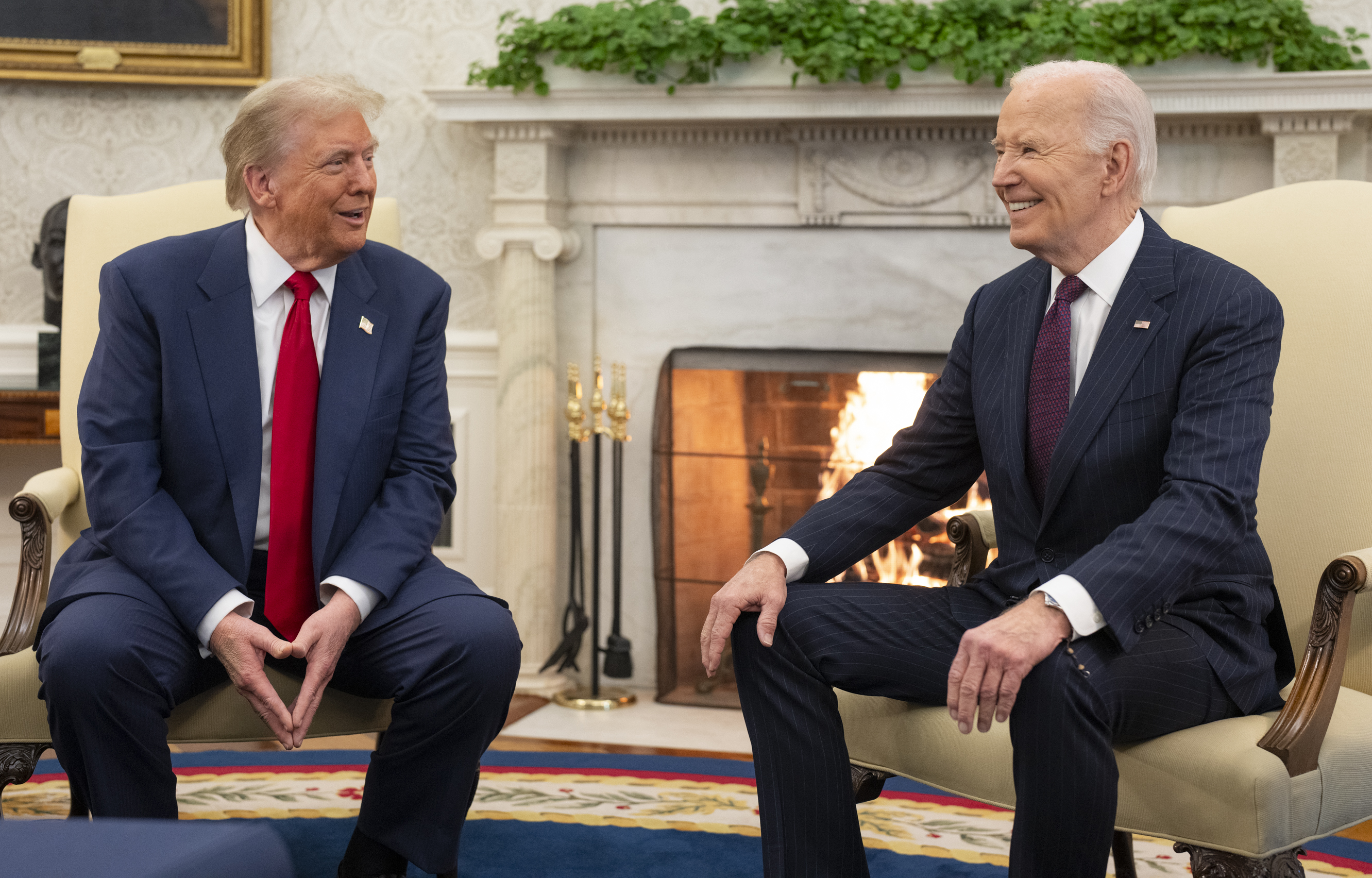
2024年11月6日至2025年1月20日是最近一次的美国总统交接，左起：美国总统当选人唐納·川普（第47任）和即將卸任的第46任總統乔·拜登

在美国，总统过渡期是指美国总统当选人准备从即將卸任的美国总统手中接过美國聯邦政府管理权的过程。當聯邦總務署確定總統選舉結果並向總統當選人撥付資金時，標誌著總統過渡期正式开始，此一過程一直持续到總統當選人宣誓就职那天。然而美国总统选举计票工作會一直持续到所有选票统计完毕，之后各州官员对各州的最终计票结果进行认证，然后正式任命各州的选举人，选举人团會在12月中旬召开会议，正式投票选举总统和副总统，并在国会的联席会议确认之后正式生效。
1933年通过的美利坚合众国宪法第二十条修正案，将总统和副總統任期的起止时间从3月4日移至1月20日，从而缩短了过渡期。选举结束后，即将卸任的总统通常被称为跛脚鸭总统。如果总统去世、自動辞职或被彈劾下台，也会出现过渡期，但时间可能會很短。
1963年頒布的《总统过渡法》（Presidential Transition Act）確立了總統交接的機制。根据现行的联邦法律和惯例，各大政黨的总统候选人一旦被正式提名就会收到机密的国家安全简报。過渡期開始後，总统候选人團隊有权获得联邦总务署提供的总统过渡服务和设施，例如办公场所、设备，某些费用也由联邦总务署支付。在总统选举结束后，联邦总务署还会出版《梅花宝典》的修订版，其中列出了9000多个联邦政府职位，新一届政府需要对是否需要这些职位进行确认。